# Financiera Oh!
Financiera Oh! o Financiera Oh (Financiera Oh S.A.) como (Financiera Oh! S.A.) como (Financiera Oh! Sociedad Anónima) es una financiera peruana enfocada al rubro del retail, fundada en 2009 bajo el nombre de Financiera Uno. Es propiedad de Intercorp Financial Services, conglomerado de Intercorp.

## Historia
La financiera fue fundada el 7 de mayo de 2009 mediante Resolución SBS N° 3371-2009 con un capital social de poco más de doce millones de nuevos soles. Al año siguiente, el 18 de enero de 2010, recibe de la SBS la autorización de funcionamiento bajo la dominación social de "Financiera UNO S.A.".
Su principal producto financiero fueron las tarjetas de crédito que, inicialmente, se limitaban exclusivamente hacia Oechsle y Promart. Para el 2013, ampliaron su cobertura hacia compañías del mismo retail como Inkafarma y Plaza Vea, reemplazando en esta última a su tarjeta de crédito "Tarjeta Vea" que operaba desde el 2001.
Para el año 2016, se aprueba modificar la denominación social de Financiera UNO S.A. por "Financiera Oh! S.A.", marca con la que es operada hasta la fecha.
Actualmente, brinda soluciones financieras como tarjetas de crédito y débito Tarjeta Oh! y Oh!Pay, cuentas a plazo fijo Agora AHORROMÁS, entre otros productos.

## Agora
Para mayo del 2020, Intercorp, a través de InDigital, lanzan en marcha blanca a Agora, una solución de tarjeta prepago con la que buscaban acercarse hacia la población no bancarizada y, a su vez, potenciar su canal retail.
Un año más tarde, para octubre de 2021, Agora se cambia a Agora Pay, introduciendo nuevos productos como Agora AHORROMÁS, Agora Club y Ahora Shop, siendo respaldados por Financiera Oh!
Para inicios del 2024, Agora Pay migra hacia un formato de cuenta de ahorros digital con tarjeta de débito de Financiera Oh! y cambiando su nombre a Oh!pay, permitiendo interoperar con otras billeteras digitales como Yape, Plin, entre otras.